# 圣皮埃尔当特勒蒙 (伊泽尔省)
圣皮埃尔当特勒蒙（法語：Saint-Pierre-d'Entremont，法語發音：[sɛ̃ pjɛʁ dɑ̃tʁəmɔ̃] ⓘ）是法国伊泽尔省的一个市镇，位于该省东北部，与萨瓦省同名市镇相邻，属于格勒诺布尔区。

## 地理
圣皮埃尔当特勒蒙（45°24'55"N, 5°51'14"E）面积32.31 平方千米，位于法国奥弗涅-罗讷-阿尔卑斯大区伊泽尔省，该省份为法国东南部内陆省份，北起顺时针与安省、萨瓦省、上阿尔卑斯省、德龙省、阿尔代什省、卢瓦尔省和罗讷省。
与圣皮埃尔当特勒蒙接壤的市镇（或旧市镇、城区）包括：圣皮埃尔当特勒蒙、吉耶河畔圣克里斯托夫、圣玛丽迪蒙、圣皮埃尔-德沙特勒斯、小岩高原镇。
圣皮埃尔当特勒蒙的时区为UTC+01:00、UTC+02:00（夏令时）。

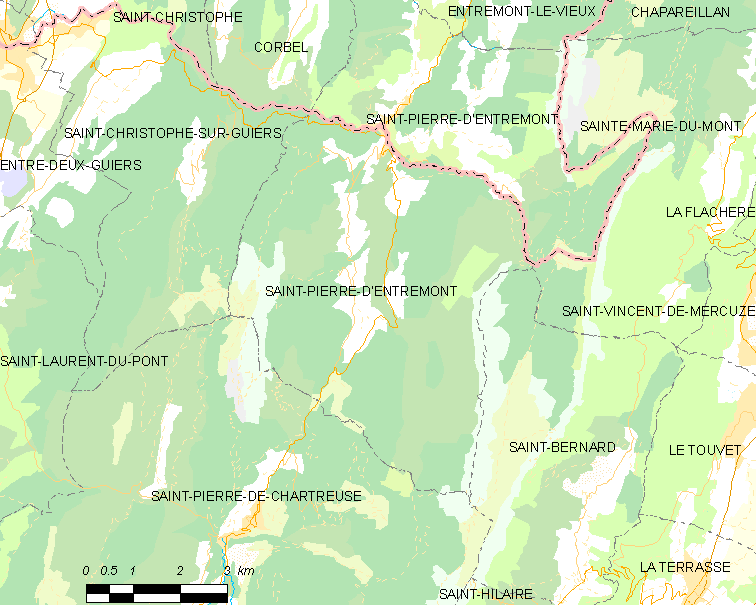
圣皮埃尔当特勒蒙的OSM定位图

## 行政
圣皮埃尔当特勒蒙的邮政编码为38380，INSEE市镇编码为38446。

## 政治
圣皮埃尔当特勒蒙所属的省级选区为沙特勒斯-吉耶县。

## 人口

1962-2008年间圣皮埃尔当特勒蒙人口变化图示

圣皮埃尔当特勒蒙于2022年1月1日时的人口数量为576人。